# Bill Mathis
Bill Mathis (Rocky Mount, 10 de dezembro de 1938 – 20 de outubro de 2020) foi um jogador profissional de futebol americano estadunidense.

## Carreira
Mathis foi campeão do Super Bowl III jogando pelo New York Jets.

## Morte
Morreu em 20 de outubro de 2020, aos 81 anos.